# Лютеранское кладбище Св. Троицы (Дрезден)
Лютеранское кладбище Св. Троицы (нем. Trinitatisfriedhof) — кладбище в дрезденском районе Йоханштадт первоначально было создано как эпидемическое кладбище. В настоящее время — пятое по величине кладбище в городе.

## История
Проблемы с местами погребения в Дрездене возникли ещё после сражения в августе 1813 года. В течение года погибло около 21 тысячи военнослужащих, а также более 5 тысяч людей гражданского населения. В 1814 году от тифа скончались более 3000 жителей. Существовавшие кладбища уже не могли вмещать умерших и 29 апреля 1814 года было принято решение о строительстве нового кладбища за городом. Проектирование объекта было поручено Готлобу Фридриху Тормейеру, который спроектировал кладбище не только с учётом гигиенических и практических аспектов, но и рассмотрев эстетические вопросы. Он решил создать «со вкусом обустроенное место упокоения умерших, архитектурно украшенное в соответствии со своим назначением»; надгробия, по его мнению, должны были быть симметричными и на равном расстоянии друг от друга и на них можно было указать «только имя усопшего, дату рождения и день смерти». Проект по соображениям экономии был несколько изменён.

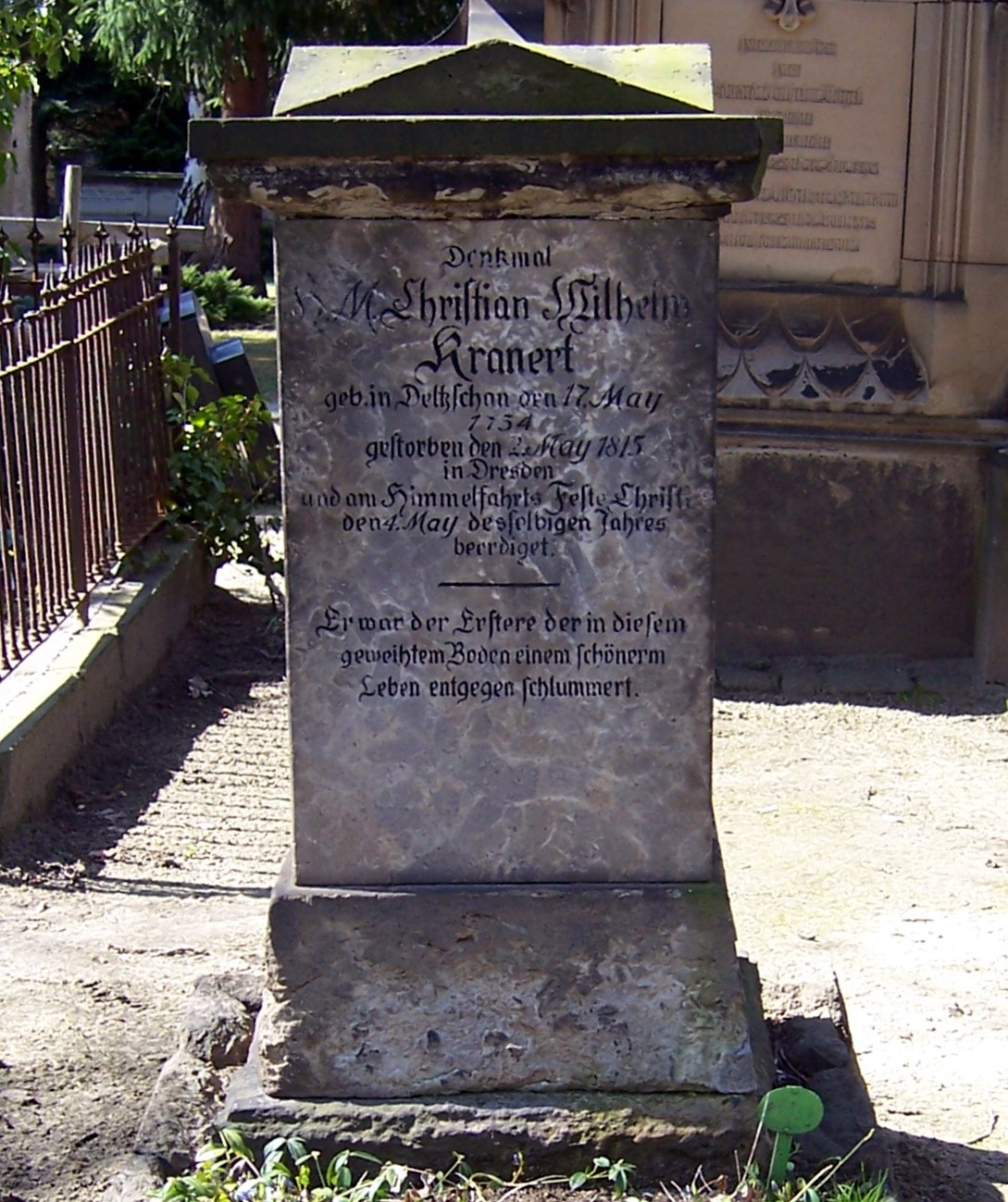
Первая могила на кладбище.
Х. В. Кранерт

Современное название кладбища появилось после первого расширения кладбища на восток в 1834 году. Троицкая церковь была частично разрушена в 1945 году и не была восстановлена. В 1843 году на кладбище был открыт морг. В 1846 и 1872 годах состоялись последующие расширения кладбища. В 1919 году на кладбище был установлен обелиск в память погибшим во время Дрезденского восстания.
Первое захоронение, вероятно, состоялось ещё в открытом поле 4 мая 1815 года, поскольку фактическое строительство кладбища началось только 7 июня 1815 года. На могиле кандидата богословия Христиана Вильгельма Кранерта было установлено простое надгробие в стиле классицизма. Однако самая старая могила на Троицком кладбище (диакона и проповедника Германа Иоахима Хана) датируется 1726 годом; захоронение было перенесено на Троицкое кладбище с первоначального места на кладбище нем. Johannisfriedhof. Также был перезахоронен Кристиан Леберехт Фогель.
На кладбище похоронены многие известные личности; в их числе: Олсуфьев, Алексей Адамович (1763—1838), Фридрих, Каспар Давид (1774—1840), Кинд, Иоганн Фридрих (1768—1843), Ягеман, Каролина (1777—1848), Райсигер, Карл Готлиб (1798—1859), Шрёдер-Девриент, Вильгельмина (1804—1860), Ритшель, Эрнст (1804—1861), Шнайдер, Иоганн Готлоб (1789—1864), Людвиг, Отто (1813—1865), Карус, Карл Густав (1789—1869), Вик, Иоганн Готлоб Фридрих (1785—1873), Отто, Эрнст Юлиус (1804—1877), Риц, Юлиус (1812—1877), Симонова, Марья (1824—1877), Баудиссин, Вольф Генрих (1789—1878), Райхенбах, Людвиг (1793—1879), Гюбнер, Юлиус (1806—1882), Мейер, Иоганн (1800—1887), Науман, Эмиль (1827—1888), Гарнак, Аксель (1851—1888), Боссе, Гаральд Андреевич (1812—1894), Липсиус, Константин (1832—1894), Энгель, Эрнст (1821—1896), Винклер, Клеменс Александр (1838—1904), Эрбштайн, Юлиус-Рихард (1838—1907), Поле, Леон (1841—1908), Шиллинг, Иоганнес (1828—1910), Вик, Мария (1832—1916), Омптеда, Георг фон (1863—1931), Эльбе, Лили (1882—1931), Лаукс, Карл (1896—1978), Ландграф, Гюнтер (1928—2006).